# Lemmus portenkoi
Lemmus portenkoi là một loài động vật có vú trong họ Cricetidae, bộ Gặm nhấm. Loài này được Tchernyavsky mô tả năm 1967.